# پی‌پی، پوپو و رزماری در راز یادداشت‌های ربوده شده
پی‌پی، پوپو و رُزماری در راز یادداشت‌های ربوده شده (ایتالیایی: Pipì, Pupù e Rosmarina in Il mistero delle note rapite) یک انیمیشن ایتالیایی محصول سال ۲۰۱۷ به کارگردانی انتسو دالو است. این فیلم بر اساس انیمیشن پی‌پی، پوپو و رزماری ساخته شده که در آن یک راکون، یک پرنده و یک خرگوش بازی می‌کنند.